# حصن البستيون
حصن البستيون هو برج دفاعي بمدينة تازة شمال المغرب. يرجح أنه أنشئ حوالي سنة 1600أو قبلها بسنوات قليلة ، إذ لم يتم العثور لحد الآن على وثائق تحدد سنة إنشائه بدقة. لكن من المؤكد أنه بني خلال فترة حكم السعديين.
و لعب البستيون دور هاما في حماية المدينة، منذ إنشائه إلى غاية عهد الاستعمار الفرنسي، أما حاليا، فهو معلمة آيلة للسقوط، حيث لم تبذل بعد أي جهود لترميمه أو إعادة إحيائه.

## التصنيف
سنة 1995، تم تسجيل مدينة تازة (بما في ذلك حصن البستيون) في القائمة الإرشادية المؤقتة لمواقع التراث العالمي، و في سنة 2018 ، تم تصنيف المدينة تراثا وطنيا من طرف وزارة الثقافة المغربية. 

## الموقع الجغرافي
يتواجد البستيون في أقصى الجنوب الشرقي للمدينة العتيقة لتازة، متصلا بجميع أسوارها. يعد موقع البستيون استراتيجيا بامتياز، إذ يُمَكّن من مراقبة جميع المناطق المحيطة بالمدينة في آن واحد، وبالأخص الطريق الرابطة بين غرب المغرب وشرقه، والتي تربطه بالجزائر.

## الشكل الهندسي
يتميز حصن البستيون بقاعدة مربعة، طول أضلاعها 26 مترا. وارتفاع واجهته الداخلية 20 مترا. أما واجهته الخارجية ، ونظرا لتواجده على منحدر، فلا ترتفع إلا بـ 8 أمتار على سطح الأرض.

## التاريخ
يرجح أن حصن البستيون تم تشييده إثر الهجمات العثمانية القادمة من الجزائر خلال سنوات 1550، 1553 و1573.